# Gran Premio di Svizzera 1997
Il Gran Premio di Svizzera 1997, ottantaquattresima edizione della corsa, valido come ottava prova della Coppa del mondo di ciclismo su strada, si svolse il 24 agosto 1997 su un percorso di 237 km. Venne vinto dall'italiano Davide Rebellin, che terminò in 6.18'55".

## Ordine d'arrivo (Top 10)
| Pos. | Corridore           | Squadra       | Tempo    |
| ---- | ------------------- | ------------- | -------- |
| 1    | Davide Rebellin     | Fr. des Jeux  | 6.18'55" |
| 2    | Jan Ullrich         | D. Telekom    | s.t.     |
| 3    | Rolf Sørensen       | Rabobank      | s.t.     |
| 4    | Stephane Heulot     | Fr. des Jeux  | s.t.     |
| 5    | Richard Virenque    | Festina-Lotus | s.t.     |
| 6    | Michele Bartoli     | MG Maglificio | s.t.     |
| 7    | Maarten den Bakker  | TVM           | s.t.     |
| 8    | Alberto Elli        | Casino        | s.t.     |
| 9    | Yvon Ledanois       | GAN           | s.t.     |
| 10   | Aleksandr Hončenkov | Roslotto      | s.t.     |